# Prelude (Album)
Prelude ist das erste in den USA aufgenommene Musikalbum des brasilianischen Jazz-Keyboarders Eumir Deodato, das 1973 erschien.

## Vorgeschichte und Charakterisierung des Albums
Nachdem Deodato seit 1969 auf dem nordamerikanischen Markt erfolgreiche Arrangements für Frank Sinatra, Roberta Flack und Aretha Franklin geschrieben hatte, bot ihm Creed Taylor an, ein Album auf seinem Label CTI zu veröffentlichen. Auf dem von Taylor produzierten Album wirkten bekannte Jazz-Musiker wie Hubert Laws und Ron Carter mit. Taylor überzeugte Deodato, sich auf dem Album Klassikadaptionen anzunehmen. Neben Kompositionen von Deodato enthält das Album von ihm arrangierte Bearbeitungen der Einleitung von Also sprach Zarathustra von Richard Strauss und von Prelude to Afternoon of a Faun von Claude Debussy. Auf einem weiteren Titel der klassischen europäischen Konzertmusik, dem Scherzo aus Alexander Borodins 2. Streichquartett in D-Dur, beruht auch der Titel Baubles, Bangles and Beads. Mit Ausnahme von Carly & Carole sind alle Titel für eine Big-Band-Besetzung mit Streichern arrangiert.

## Titelliste
Sofern nichts anderes angegeben ist, sind die Stücke von Deodato geschrieben, der auch alle Titel arrangierte:
Seite 1:
1. Also sprach Zarathustra (2001) (Richard Strauss) (9:00)
2. Spirit of Summer (4:04)
3. Carly & Carole (3:38)

Seite 2:
1. Baubles, Bangles and Beads (Robert Wright, George Forrest) (5:20)
2. Prelude to Afternoon of a Faun (Claude Debussy) (5:13)
3. September 13 (5:24)

Das Album wurde an drei aufeinander folgenden Tagen eingespielt: [1.1] entstand am 12. September 1972, [2.2] am 14. September; die restlichen Titel wurden am 13. September 1972 eingespielt.

## Zu den Stücken
Also sprach Zarathustra (2001) basiert nicht nur auf der Komposition von Richard Strauss, sondern ins Arrangement eingearbeitet ist auch eine Komposition von Deodato, ein Baião in C-Dur, die eine Gegenmelodie zum Hauptthema enthält. Dadurch gelang es Deodato, Schwächen früherer Bearbeitungen des Stücks zu überwinden. Auf dem Album wurde die erste Aufnahme verwendet, die einer zweiten Einspielung deutlich überlegen war. Solisten sind John Tropea und Stanley Clarke. Ron Carter brachte für dieses Stück auf Bitten von Deodato einen Bass mit, der eine zusätzliche C-Saite enthielt.
Spirit of Summer ist eine Ballade, die Deodato 1968 für das in Rio de Janeiro stattfindende Third International Song Festival, einen Songwettbewerb, geschrieben hatte. Er hatte es erstmals 1972 auf dem Vorgängeralbum Percepção eingespielt. Hier erhält Jay Berliner den Raum für ein Solo auf der spanischen Gitarre; daneben wird Hubert Laws auf der Flöte und Deodato auf dem akustischen Klavier herausgestellt. Das Thema wird von den beiden Waldhörnern vorgestellt. Der Song wurde später noch einmal auf dem Live-Album Deodato/Airto In Concert in kleinerer Besetzung eingespielt.
Carly & Carole ist Carly Simon und Carole King gewidmet; auch dieser Song wurde bereits zuvor von Deodato aufgenommen, auf dem Album Os Catedráticos 73, das jedoch erst im Anschluss an das CTI-Album veröffentlicht wurde. Die Aufnahme enthält Arnaldo DeSouteiro zufolge eines der besten Soli, die Deodato je auf dem Fender Rhodes einspielte.
Baubles, Bangles and Beads verwendet nicht den Bossa-Rhythmus, der von Claus Ogerman in dessen Version für Sinatra 1967 verwendet wurde, sondern einen Funkrhythmus, der von Ron Carter (hier auf dem E-Bass) und Billy Cobham vorangetrieben wird. Neben Carter hat auch John Tropea ein Solo.
Prelude to Afternoon of a Faun verwendete bei diesem Stück das E-Piano neben dem akustischen Flügel. Auch sein Arrangement für die Streicher ist bemerkenswert subtil und effektiv. In den Soli wird Platz für Flötist Hubert Laws und Trompeter Marvin Stamm gegeben.
September 13 entstand über Nacht, nachdem in einer Pause während der Aufnahmesitzung Cobham den Beat spielte und Deodato darüber mit Tropea und Carter improvisierte. Rudy Van Gelder hatte diese spontane Session mitgeschnitten, die Deodato mit nach Hause nahm und darauf aufbauend das Stück komponierte. John Tropea hat ein Solo; Carter spielt hier E-Bass.

## Rezeptionsgeschichte
Die jazzig-funkige Adaption der durch den Film 2001: Odyssee im Weltraum bekannt gewordenen Einleitung von Also sprach Zarathustra wurde in gekürzter Form als Single ausgekoppelt und erreichte in den USA (Platz 2) und Großbritannien (Platz 7) vordere Positionen in den Charts. Deodato erhielt dafür 1974 einen Grammy in der Sparte „Beste Instrumentaldarbietung – Pop“.
Das Album selbst kam in den Billboard 200 auf Platz 3. Es wurde dort zudem als „Top Instrumental Album“ und „Top Jazz Album“ ausgezeichnet, weiter als „Top Orchestra Album“ im Playboy.
Allmusic gibt dem Album mit der Bemerkung “This would be the biggest hit Deodato and CTI ever had, and though short on playing time (32 minutes), it still makes enjoyable listening.” vier von fünf Sternen.
Prelude wurde auch unter dem Titel 2001 veröffentlicht.